# Paulo Vieira (cientista)
Paulo Vieira (Lisboa, 15 de Setembro de 1959) é um cientista português, que se destacou pelo seu trabalho na área da Imunologia.

## Biografia

### Nascimento e formação
Nasceu em 11 de Setembro de 1959, na cidade de Lisboa.
Entre 1981 e 1984 foi demonstrador em lições de imunologia, no laboratório de A. A. Freitas, na Faculdade de Ciências Médicas da Universidade Nova de Lisboa. Entre 1982 e 1984 foi monitor de imunidade naquele estabelecimento de ensino, onde concluiu a licenciatura em medicina, em 1984.
Em 2010, foi habilitado para supervisionar investigação, pela quinta Universidade de Paris.

### Carreira profissional
Em 1982 tornou-se membro da Sociedade Portuguesa de Imunologia, tendo trabalhado naquela organização como secretário geral entre 1994 e 1997, e como presidente entre 1997 a 2000. Também é membro do Conselho Científico Externo do Instituto de Investigação em Ciências da Vida e da Saúde, na Universidade do Minho.
Em 1985 partiu para o estrangeiro devido ao reduzido número de laboratórios em Portugal na área da imunologia, além de nessa altura ser considerado muito difícil ter uma carreira no país como investigador profissional, a tempo inteiro. Não recebeu quaisquer apoios financeiros, na forma de subsídios ou de bolsas, pelos seus pós-doutoramentos. Entre 1985 e 1989 esteve no laboratório do Dr. Klaus Rajewsky, no Instituto de Genética da Universidade de Colónia, na Alemanha, e depois no Instituto de Pesquisa DNAX, na cidade de Palo Alto, nos Estados Unidos da América, primeiro no laboratório do Dr. Kevin Moore, entre 1989 e 1992, e depois no laboratório do Dr. Rich Murray.
Em 1994 regressou a Portugal, para participar no processo de reestruturação do Instituto Gulbenkian de Ciências e na organização do Programa Gulbenkian de Doutoramento em Biologia e Medicina, e iniciar uma carreira como cientista independente. Entre 1995 e 2000 trabalhou no Instituto Gulbenkian de Ciência, em Oeiras, como assistente no Programa de Doutoramento Gulbenkian, e como chefe da unidade de manipulação de genes. Em 1998 tornou-se em investigador principal naquele instituto.
Deixou o Instituto devido ao fim do seu vínculo laboral e à conclusão do Programa Gulbenkian de Doutoramento em Biologia e Medicina, tendo-se empregado no Instituto Pasteur, em Paris. Assim, entre 2001 e 2002 foi investigador associado do Centre national de la recherche scientifique, na Unidade de Desenvolvimento de Linfócitos. No ano seguinte trabalhou como investigador contratado naquela unidade, e entre 2004 e 2014 como responsável pela investigação, tendo ascendido a director de investigação em 2015. Em 2016 tornou-se membro da C.O.M.E.S.P. - Commission pour le recrutement de chercheurs, no Instituto Pasteur. Naquele instituto, foi integrado no grupo da Imunidade Humoral, na área dos linfócitos e imunidade. Também trabalhou como professor associado no departamento de Imunologia.
Dentro da área da imunologia, destacou-se principalmente por ter feito a clonagem molecular do gene da Interleuquina 10, que levou a cabo durante o seu período de trabalho com o Dr. Kevin Moore, nos Estados Unidos da América. Também alcançou reconhecimento decido aos seus trabalhos sobre a linfopoiése B (en), durante a fase fetal e a vida adulta.
Em Fevereiro de 2019, foi um dos especialistas convidados para a cerimónia de inauguração da exposição Odette Ferreira - Construir Futuros, tendo recordado a influência da investigadora na sociedade portuguesa, e lido um depoimento de Françoise Barré-Sinoussi, colega da professora Odette Ferreira no Instituto Pasteur.
Paulo Vieira mantém ligações com o Instituto de Biologia Molecular e Celular da Universidade do Porto, como professor do GABBA - Programa Graduado em Áreas da Biologia Básica e Aplicada.

## Prémios
Em Maio de 2011, foi um dos investigadores portugueses a receber o prémio Seeds of Science, tendo sido galardoado com o Seed of Science Consagração, que consagra os cientistas no topo da carreira, pelos seus estudos em imunologia.